# Rinorea macrocarpa
Rinorea macrocarpa (Mart. ex Eichler) Kuntze – gatunek roślin z rodziny fiołkowatych (Violaceae). Występuje naturalnie w Kolumbii, Wenezueli, Gujanie, Surinamie, Gujanie Francuskiej, Ekwadorze, Peru, Boliwii oraz Brazylii (w stanach Amazonas, Pará, Rondônia, Roraima, a także prawdopodobnie w Mato Grosso). 

## Morfologia
PokrójZimozielone drzewo dorastające do 10 m wysokości.
LiścieUlistnienie jest naprzeciwległe. Blaszka liściowa ma eliptyczny kształt, jest delikatnie karbowana na brzegu, ma symetryczną nasadę i spiczasty wierzchołek.
KwiatyZebrane w gronach.
OwoceTorebki mające co najmniej 4,5 cm średnicy. Nasiona mają kulisty kształt i są plamiste.

## Biologia i ekologia
Rośnie w wilgotny lesie równikowym. Występuje na wysokości do 500 m n.p.m.